# Burton grip
La Burton grip (presa Burton) è un metodo per tenere due mazzuole in ogni mano per suonare uno strumento a percussione, come una marimba o un vibrafono, usando quattro mazzuole contemporaneamente. È stato sviluppato dal vibrafonista jazz Gary Burton.
È formata come una variante della presa a croce, con le mazzuole tenute come segue:
Visto con il palmo rivolto verso l'alto, la mazzuola interna viene posizionata e incrociata sulla mazzuola esterna. La fine della mazzuola interna viene tenuta con il mignolo e la mazzuola esterna viene tenuta tra l'indice e il medio. Il pollice è generalmente posizionato all'interno della mazzuola interna, ma a volte è posto tra le mazzuole per allargare l'intervallo. La mazzuola interna (generalmente usata per le melodie) può essere articolata separatamente afferrandola con l'indice e il pollice e ruotando sulla mazzuola esterna. Quando necessario, la mazzuola esterna può essere articolata separatamente allargando l'intervallo in modo che le mazzuole si avvicinino il più possibile ad un angolo retto e dando un colpo rapido verso il basso con il polso, il medio e l'indice.